# Eumunida
Eumunida is een geslacht van kreeftachtigen uit de klasse van de Malacostraca (hogere kreeftachtigen).

## Soorten
- Eumunida (Eumunida) nikko Komai & Tsuchida, 2014
- Eumunida ampliata de Saint Laurent & Poupin, 1996
- Eumunida annulosa de Saint Laurent & Macpherson, 1990
- Eumunida australis de Saint Laurent & Macpherson, 1990
- Eumunida balssi Gordon, 1930
- Eumunida bella de Saint Laurent & Macpherson, 1990
- Eumunida bispinata Baba, 1990
- Eumunida capillata de Saint Laurent & Macpherson, 1990
- Eumunida chani Baba & Lin, 2008
- Eumunida debilistriata Baba, 1977
- Eumunida depressa de Saint Laurent & Poupin, 1996
- Eumunida dofleini Gordon, 1930
- Eumunida funambulus Gordon, 1930
- Eumunida gordonae Baba, 1976
- Eumunida keijii de Saint Laurent & Macpherson, 1990
- Eumunida laevimana Gordon, 1930
- Eumunida macphersoni de Saint Laurent & Poupin, 1996
- Eumunida marginata de Saint Laurent & Macpherson, 1990
- Eumunida minor de Saint Laurent & Macpherson, 1990
- Eumunida multilineata de Saint Laurent & Poupin, 1996
- Eumunida pacifica Gordon, 1930
- Eumunida picta Smith, 1883
- Eumunida similior Baba, 1990
- Eumunida smithii Henderson, 1885
- Eumunida spinosa Macpherson, 2006
- Eumunida squamifera de Saint Laurent & Macpherson, 1990
- Eumunida sternomaculata de Saint Laurent & Macpherson, 1990
- Eumunida treguieri de Saint Laurent & Poupin, 1996